# Chiesa di San Marco (Cavernago)
La chiesa di San Marco è la parrocchiale di Cavernago in provincia e diocesi di Bergamo; fa parte del vicariato di Ghisalba-Romano.

## Storia
La chiesa risulta citata la prima volta nel 1473, e fu edificata probabilmente per volontà di Bartolomeo Colleoni e dedicata al santo patrono di Venezia a cui il condottiero era molto legato.
Nel primo concilio pastorale diocesano bergamasco del 1565 voluto dal vescovo di Bergamo Federico Corner, furono costituiti i primi vicariati foranei e in ottemperanza alle disposizioni la chiesa di Malpaga e la sua sussidiaria furono inserite in quella di Ghisalba.
La citazione di un oratorio di San Marco inserita nella pieve di Ghisalba, è indicata negli atti della visita pastorale di san Carlo Borromeo arcivescovo di Milano del 4 ottobre 1575. Dalla relazione si deduce che la chiesa era in cattive condizioni e antistante il castello di Cavernago.
La chiesa fu ricostruita e ampliata dal 1605 per volontà di Francesco Martinengo Colleoni e della consorte Beatrice Langosco, con la costruzione anche della torre campanaria del 1619. In quell'occasione furono aggiunti i santi patroni Francesco da Paola e Alessandro di Bergamo. A ricordo fu posta lo stemma della famiglia Martinengo Colleoni sulla parete dell'abside con le tre tele dedicate ai santi titolari. Anche la controfacciata ospita un'epigrafe dove viene citato il Martinengo Colleoni come benefattore della chiesa. Nel testamento Francesco chiese di essere sepolto nella chiesa con il corpo della moglie sepolto a Torino ai piedi dell'altare maggiore dove forse riposano.
Il nuovo edificio fu consacrato il 24 giugno 1622 dal vescovo Giovanni Emo, una epigrafe riporta questo evento che fu registrato dal notaio Alessandro Glisleno di Bergamo l'8 luglio 1622, di cui si conserva la copia autentica. La chiesa fu nuovamente visitata dal vescovo Luigi Grimani il 28 aprile 1646, successivamente da san Gregorio Barbarigo il 7 novembre 1659, e il 1º maggio 1667 dal pastore Daniele Giustiniani. Nel 1704 divenne battesimale e tra il 1730 3 il 1749 chiesa parrocchiale. Del 1771 è la cappella poi affrescata da Vincenzo Angelo Orelli intitolata all'arcangelo Michele, e dove è presente la tomba di Francesco Amedeo Martinengo Colleoni del 1665.
Il vescovo Giovanni Paolo Dolfin visitò le chiese del territorio di Malpaga il 15 giugno 1781; dalla relazione si evince che vi erano sussidiarie quella di San Marco e altri oratori che avevano il giuspatronato della famiglia Martinengo Colleoni la quale aveva il diritto di eleggere il vicario e il cappellano incaricato di gestire le chiese.
Nel 1874 il giuspatronato passò alla famiglia del principe Giovanelli di Venezia e ai conti Mazzotti Biancinelli del 1924 e poi all'azienda Agraria Castello di Malpaga che la cedette alla diocesi di Bergamo nel 1948. Nel medesimo anno, il 10 dicembre, fu elevata a parrocchiale con decreto del vescovo Adriano Bernareggi con smembramento da quella di San Giovanni.
Con decreto del 27 maggio 1979 del vescovo Giulio Oggioni la chiesa fu inserita nel vicariato locale di Ghisalba-Romano.

L'edificio fu oggetto di restauri e ammodernamenti negli ultimi anni del Novecento.

## Descrizione

### Esterno

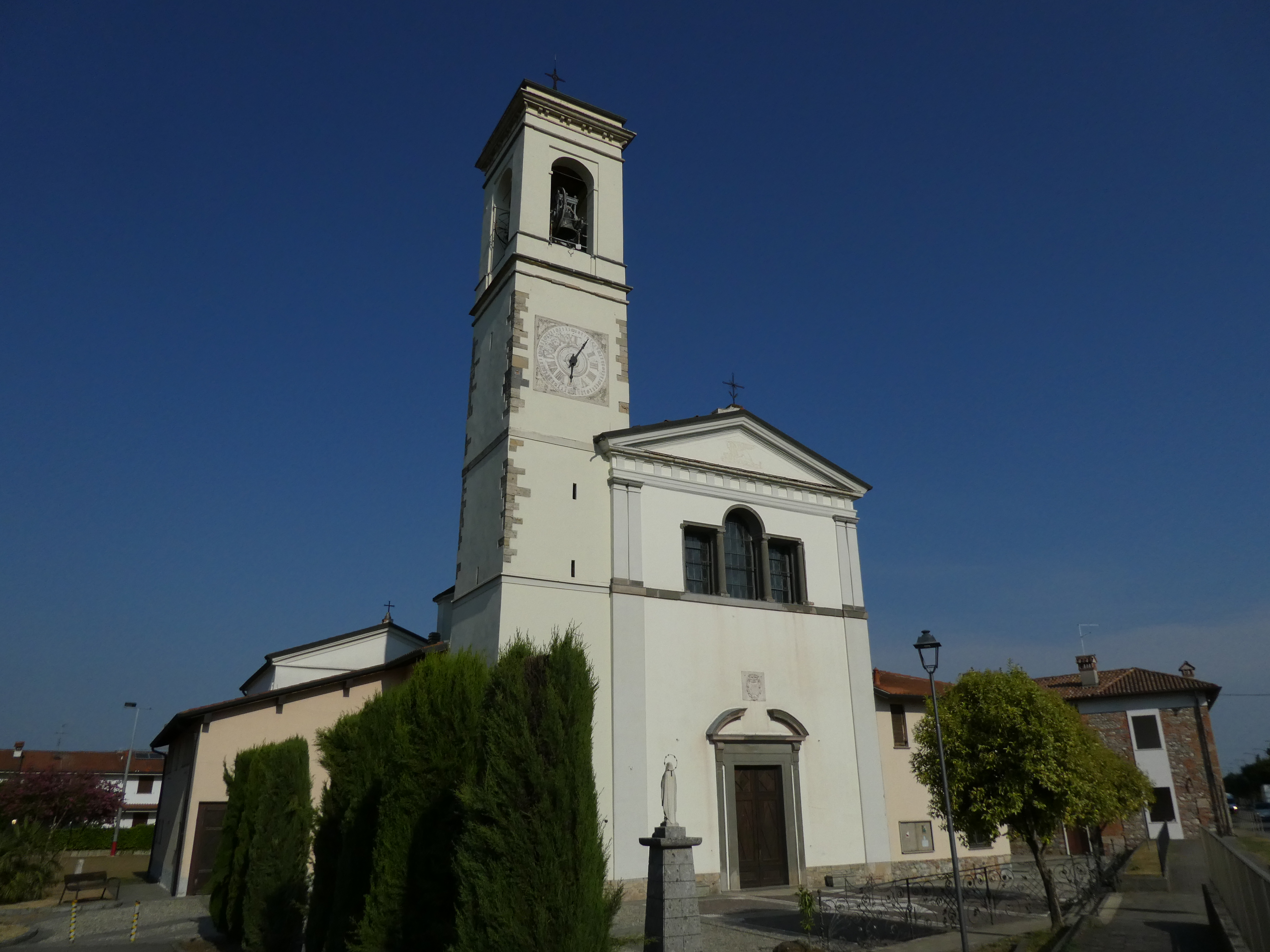
Vista angolare

L'edificio di culto, dal classico orientamento liturgico con abside a est, è preceduto dal sagrato che lo divide dall'assetto stradale. La facciata è divisa su due ordini di gusto tardo rinascimentale da una cornice marcapiano in laterizio delimitata da due lesene intonacate. Nella sezione inferiore vi è l'ingresso con portale in arenaria e timpano spezzato, che presenta nella parte centrale lo stemma della famiglia Martinengo Colleoni. La sezione superiore centrale presenta una serliana, sempre in pietra arenaria, atta a illuminare l'aula, e lateralmente le due doppie lesene complete di basamento e piccolo capitello che reggono la trabeazione e il grande timpano triangolare.

### Interno
All'interno, la navata unica è preceduta da una bussola in abete a due battenti con vetri fissi nella parte superiore. La volta a botte della navata è decorata dall'affresco raffigurante san Marco in gloria. La pareti sono segnate da tre campiture ad arco, due cappelle, leggermente sfondate, sono poste solo nella terza. La controfacciata presenta una serliana con vetri piombati, mentre la zona presbiteriale è preceduta dall'ampio arco trionfale. La volta a botte conserva le decorazioni entro le riquadrature della Madonna del Rosario e san Domenico e santa Caterina. La chiesa conserva dipinti di Giovanni Cavalleri e San Giovanni Battista, il Transito di san Giuseppe e San Francesco da Paola di Ferdinando Monzio Compagnoni. La navata conserva molte opere volute da Francesco Martinengo Colleoni e dalla moglie Beatrice Langosco. Aveva infatti nel 1607 lasciato un fondo per la formazione di tre altari: l'altare maggiore dedicato a san Francesco da Paola, con il dipinto raffigurante la Madonna del santo Rosario con la sua immagine, che presenta alla Madonna il marito e dei suoi figli, tela che fu eseguita dal Gian Paolo Cavagna e conservata nella chiesa di San Giovanni; quello della Madonna del Santo Rosario con le tavole raffiguranti i misteri del Rosario e e l'altare di sant'Antonio. Anche la presenza della cappella dedicata all'assunzione di Maria è un omaggio che il condottiere ha voluto fare all'Ordine supremo della Santissima Annunziata.
Vi sono inoltre gli affreschi di Vincenzo Angelo Orelli del 1771 raffiguranti San Marco, sant'Alessandro, san Francesco di Paola conservati nell'oratorio della congregazione, considerati i primi lavori dell'artista.